# Gamichli (Kelbadjar)
Gamichli (en azéri : Qamışlı) est un village situé dans le raion de Kelbadjar en Azerbaïdjan.

## Géographie
Le village est arrosé par la rivière Gamichli, affluent du Tartar.

## Histoire
De 1993 à 2020, le village, alors appelé Yeghegnut (en arménien : Եղեգնուտ), était une communauté rurale de la province de Chahoumian dans la république du Haut-Karabagh. 
À l'issue de la deuxième guerre du Haut-Karabakh de l'automne 2020, un accord est conclu entre l'Arménie, l'Azerbaïdjan et la Russie. Conformément à celui-ci, les troupes arméniennes évacuent la région de Kelbadjar qui est restituée à l'Azerbaïdjan le 25 novembre.